# Saison 2025 du Super Rugby Women's
Ne doit pas être confondu avec Saison 2025 de Super Rugby Aupiki.
Navigation
2024
La saison 2025 du Super Rugby Women's est la huitième édition de la compétition organisée par la fédération australienne de rugby à XV. Elle débute le 28 février et la finale se joue le 12 avril 2025.
Les Waratahs conservent leur titre en s'imposant 43 à 21 contre les Queensland Reds lors de la finale. Elles remportent leur sixième Super Rugby Women's. Néanmoins, elles sont ensuite battues 36 à 5 par les Blues lors de la finale contre les vainqueurs du Super Rugby Aupiki.

## Format
Les équipes s'affrontent sur une rencontre simple et au terme des cinq journées, les quatre meilleures équipes disputent les demi-finales. Le calendrier propose six « double affiches » où les mêmes équipes masculines de Super Rugby et féminines s'affrontent le même jour, dans le même stade.
À la suite de la disparition des Melbourne Rebels, l'équipe des Penina Pasifika affronte lors de chaque journée l'équipe exempte. Ces matchs portent l'intitulé « développement » et ne sont pas pris en compte au classement.
Pour la première fois, une grande finale est organisée en Nouvelle-Zélande entre l'équipe sacrée championne et l'équipe titrée en Super Rugby Aupiki.
| Équipe          | Entraineur       | Ville    | Stade                          | Capacité     |
| --------------- | ---------------- | -------- | ------------------------------ | ------------ |
| Brumbies        | Andy Friend (en) | Canberra | GIO Stadium Viking Park (en)   | 25 011 7 000 |
| Fijiana Drua    | Ifereimi Rawaqa  | Lautoka  | Churchill Park                 | 18 000       |
| Queensland Reds | Andrew Fraser    | Brisbane | Ballymore Stadium              | 8 000        |
| Waratahs        | Michael Ruthven  | Sydney   | Allianz Stadium                | 45 000       |
| Western Force   | Dylan Parsons    | Perth    | HBF Park McGillivray Oval (en) | 20 500 4 000 |

## Classement et résultats

### Classement
| Rang | Club            | J | V | N | D | Bo | Bd | Pm  | Pe  | Diff | Pts |
| ---- | --------------- | - | - | - | - | -- | -- | --- | --- | ---- | --- |
| 1    | Waratahs        | 4 | 3 | 0 | 1 | 2  | 1  | 115 | 81  | +34  | 15  |
| 2    | Queensland Reds | 4 | 3 | 0 | 1 | 1  | 0  | 109 | 87  | +22  | 13  |
| 3    | Fijiana Drua    | 4 | 2 | 0 | 2 | 0  | 1  | 94  | 101 | -7   | 9   |
| 4    | Western Force   | 4 | 1 | 1 | 2 | 0  | 1  | 107 | 133 | -26  | 7   |
| 5    | Brumbies        | 4 | 0 | 1 | 3 | 0  | 2  | 89  | 112 | -23  | 4   |

|  | Qualifiés pour les demi-finales |

### Résultats

#### 1rejournée
| 28 février 2025 | Waratahs                                                                                        | 17 - 23 | Fijiana Drua | Allianz Stadium, Sydney |
| 28 février 2025 | Essai(s) : 3 Stewart (11e), O'Gorman (42e), Friedrichs (79e) Transformation(s) : 1 Barker (79e) | Rapport | Essai(s) : 2 Naikore (en) (1re), Naihamu (26e) Transformation(s) : 2 Tisolo (en) (1re, 26e) Pénalité(s) : 3 Tisolo (10e, 25e, 72e) Carton(s) jaune(s) : 1 Senivutu (67e) | Allianz Stadium, Sydney |
| 28 février 2025 |                                                                                                 | Rapport | | Allianz Stadium, Sydney |

| 1er mars 2025 | Western Force | 29 - 29 (17 - 26) | Brumbies | HBF Park, Perth |
| 1er mars 2025 | Essai(s) : 4 Stephens (5e), Smith (10e), Buleki (55e), Treherne (en) (78e) Transformation(s) : 3 Freeman (5e, 10e), Ledington (78e) Pénalité(s) : 1 Freeman (29e) Carton(s) jaune(s) : 2 Smith (9e), Treherne (63e) | Rapport           | Essai(s) : 4 Paraone (2e), Dawa (15e), Enyi (31e, 34e) Transformation(s) : 3 Moleka (2e, 31e, 34e) Pénalité(s) : 1 Moleka (68e) | HBF Park, Perth |
| 1er mars 2025 | | Rapport           | | HBF Park, Perth |

| Développement 1er mars 2025 | Queensland Reds | 60 - 7 | Penina Pasifika | Ballymore Stadium, Brisbane |
| Développement 1er mars 2025 |                 |        |                 | Ballymore Stadium, Brisbane |
| Développement 1er mars 2025 |                 |        |                 | Ballymore Stadium, Brisbane |

#### 2ejournée
| 8 mars 2025 | Fijiana Drua | 19 - 22 (0 - 17) | Queensland Reds | Churchill Park, Lautoka Arbitre : Jessica Ling |
| 8 mars 2025 | Essai(s) : 3 Senivutu (68e), Naisewa (73e), de pénalité (78e) Transformation(s) : 2 Naikore (en) (73e), de pénalité (78e) Carton(s) jaune(s) : 1 Naisewa (15e) | Rapport          | Essai(s) : 3 Bemrose (5e), Kreis (18e), Urwin (57e) Transformation(s) : 2 Cramer (5e, 18e) Pénalité(s) : 1 Cramer (40e+2) Carton(s) jaune(s) : 1 Ross (77e) | Churchill Park, Lautoka Arbitre : Jessica Ling |
| 8 mars 2025 | | Rapport          | | Churchill Park, Lautoka Arbitre : Jessica Ling |

| 8 mars 2025 | Waratahs                                                                                                  | 26 - 21 (12 - 14) | Western Force | Allianz Stadium, Sydney Arbitre : Ella Goldsmith |
| 8 mars 2025 | Essai(s) : 4 Miller (4e, 35e), Nathan (70e), Talakai (79e) Transformation(s) : 3 McKenzie (35e, 70e, 79e) | Rapport           | Essai(s) : 3 Marsters (14e), Stephens (en) (27e), Smith (64e) Transformation(s) : 3 Freeman (14e, 27e), Ledington (64e) | Allianz Stadium, Sydney Arbitre : Ella Goldsmith |
| 8 mars 2025 | | Rapport           | | Allianz Stadium, Sydney Arbitre : Ella Goldsmith |

| Développement 8 mars 2025 | Brumbies | 36 - 17 | Penina Pasifika | Université de Canberra, Canberra |
| Développement 8 mars 2025 |          |         |                 | Université de Canberra, Canberra |
| Développement 8 mars 2025 |          |         |                 | Université de Canberra, Canberra |

#### 3ejournée
| 15 mars 2025 | Fijiana Drua | 21 - 15 (0 - 5) | Brumbies                                                                                         | Churchill Park, Lautoka |
| 15 mars 2025 | Essai(s) : 3 Matarugu (44e), Naikore (en) (64e), Nabuli (80e+2) Transformation(s) : 3 Naikore (44e, 64e, 80e+2) Carton(s) jaune(s) : 2 Senivutu (25e), Daunimoala (55e) | Rapport         | Essai(s) : 2 Dawa (5e), Palu (51e) Transformation(s) : 1 Ryan (51e) Pénalité(s) : 1 Moleka (69e) | Churchill Park, Lautoka |
| 15 mars 2025 | | Rapport         |                                                                                                  | Churchill Park, Lautoka |

| 16 mars 2025 | Queensland Reds                                                                    | 14 - 36 (14 - 19) | Waratahs | Ballymore Stadium, Brisbane |
| 16 mars 2025 | Essai(s) : 2 Henwood (en) (7e), Urwin (33e) Transformation(s) : 2 Cramer (7e, 33e) | Rapport           | Essai(s) : 6 Talakai (14e, 50e), Stewart (16e, 68e), Friedrichs (27e), Kilisimasi (60e) Transformation(s) : 3 McKenzie (14e, 16e, 50e) Carton(s) jaune(s) : 1 Nathan (54e) | Ballymore Stadium, Brisbane |
| 16 mars 2025 |                                                                                    | Rapport           | | Ballymore Stadium, Brisbane |

| Développement 15 mars 2025 | Western Force | 41 - 29 | Penina Pasifika | McGillivray Oval (en), Perth |
| Développement 15 mars 2025 |               |         |                 | McGillivray Oval (en), Perth |
| Développement 15 mars 2025 |               |         |                 | McGillivray Oval (en), Perth |

#### 4ejournée
| 22 mars 2025 | Brumbies                                                                               | 22 - 26 | Queensland Reds | Viking Park (en), Canberra |
| 22 mars 2025 | Essai(s) : 2 M. Moleka (29e), Dawa (73e) Pénalité(s) : 4 F. Moleka (7e, 37e, 40e, 60e) | Rapport | Essai(s) : 4 Manera (23e), Karpani (33e), Flynn (52e), Molloy (55e) Transformation(s) : 3 Cramer (23e, 52e, 55e) Carton(s) jaune(s) : 1 Urwin (75e) | Viking Park (en), Canberra |
| 22 mars 2025 |                                                                                        | Rapport | | Viking Park (en), Canberra |

| 23 mars 2025 | Western Force | 47 - 31 | Fijiana Drua | HBF Park, Perth |
| 23 mars 2025 | Essai(s) : 7 Naiqama (12e), Jones (en) (16e), Tapsell (en) (22e), Buleki (en) (32e), Pomare (35e), Freeman (56e), de pénalité (71e) Transformation(s) : 6 Freeman (12e, 16e, 22e, 35e, 56e), de pénalité (71e) | Rapport | Essai(s) : 5 Naisewa (4e, 25e), Korovata (46e), Nakoci (en) (58e), Adivitaloga (en) (73e) Transformation(s) : 3 Tisolo (en) (4e, 25e), Naikore (en) (58e) Carton(s) jaune(s) : 2 Naikore (38e), Senivutu (72e) | HBF Park, Perth |
| 23 mars 2025 | | Rapport | | HBF Park, Perth |

| Développement 22 mars 2025 | Waratahs | 54 - 12 | Penina Pasifika | Daceyville, Sydney |
| Développement 22 mars 2025 |          |         |                 | Daceyville, Sydney |
| Développement 22 mars 2025 |          |         |                 | Daceyville, Sydney |

#### 5ejournée
| 28 mars 2025 | Brumbies | 23 - 36 | Waratahs | GIO Stadium, Canberra |
| 28 mars 2025 | Essai(s) : 3 Bone (24e), Sagapolu (31e), Dawa (67e) Transformation(s) : 1 Paraone (67e) Pénalité(s) : 2 Moleka (8e), Ryan (43e) | Rapport | Essai(s) : 6 O'Gorman (18e), Pohiva (27e, 50e), Duck (40e, 75e), Stewart (80e) Transformation(s) : 3 McKenzie (18e, 27e, 50e) Carton(s) jaune(s) : 1 Nathan (9e) | GIO Stadium, Canberra |
| 28 mars 2025 | | Rapport | | GIO Stadium, Canberra |

| 30 mars 2025 | Queensland Reds | 47 - 10 (40 - 10) | Western Force | Ballymore Stadium, Brisbane |
| 30 mars 2025 | Essai(s) : 7 Teuteau (11e), Molloy (15e), Hanna (21e), Riordan (35e), Sauaso (40e), Karpani (40e+1, 60e) Transformation(s) : 6 Cramer (11e, 15e, 21e, 35e, 40e, 40e+1) Carton(s) jaune(s) : 1 Kreis (75e) | Rapport           | Essai(s) : 1 Buleki (en) (29e) Transformation(s) : 1 Ledington (29e) Pénalité(s) : 1 Ledington (4e) Carton(s) jaune(s) : 1 Smith (46e) | Ballymore Stadium, Brisbane |
| 30 mars 2025 | | Rapport           | | Ballymore Stadium, Brisbane |

### Phase finale
|  | Demi-finales    | Demi-finales    |          |    | Finale | Finale |
|  | Demi-finales    | Demi-finales    |          |    | Finale | Finale |
|  |                 |                 |          |    |        |        |
|  |                 |                 |          |    |        |        |
|  |                 |                 |          |    |        |        |
|  | Waratahs        | 54              |          |    |        |        |
|  | Waratahs        | 54              |          |    |        |        |
|  | Western Force   | 17              |          |    |        |        |
|  | Western Force   | 17              | Waratahs | 43 |        |        |
|  |                 |                 | Waratahs | 43 |        |        |
|  |                 | Queensland Reds | 21       |    |        |        |
|  | Queensland Reds | Queensland Reds | 21       | 54 |        |        |
|  | Queensland Reds |                 |          | 54 |        |        |
|  | Fijiana Drua    | 40              |          |    |        |        |
|  | Fijiana Drua    | 40              |          |    |        |        |

| 6 avril 2025 | Queensland Reds | 54 - 40 (42 - 5) | Fijiana Drua | Ballymore Stadium, Brisbane Arbitre : Zanden Jeh |
| 6 avril 2025 | Essai(s) : 8 Kreis (4e), Bemrose (13e), Molloy (21e), Sauaso (26e), de pénalité (31e), Karpani (37e, 64e), Jacoby (74e) Transformation(s) : 7 Cramer (4e, 13e, 21e, 26e, 37e, 74e), de pénalité (31e) | Rapport          | Essai(s) : 6 Fisher (9e) Nakesa (49e), Naisewa (54e, 68e), Arei (61e), Naikore (en) (71e) Transformation(s) : 5 Tisolo (en) (49e, 54e), Naikore (61e, 68e, 71e) Carton(s) jaune(s) : 1 Lomani (en) (31e) | Ballymore Stadium, Brisbane Arbitre : Zanden Jeh |
| 6 avril 2025 | | Rapport          | | Ballymore Stadium, Brisbane Arbitre : Zanden Jeh |

| 6 avril 2025 | Waratahs | 54 - 17 (19 - 12) | Western Force                                                                                  | Leichhardt Oval (en), Lilyfield (en) |
| 6 avril 2025 | Essai(s) : 8 Duck (9e), Stewart (14e, 19e), Friedrichs (47e, 57e, 72e), de pénalité (66e), Halse (68e) Transformation(s) : 7 McKenzie (9e, 19e, 47e, 57e, 68e, 72e), de pénalité (66e) | Rapport           | Essai(s) : 3 Pomare (23e), Smith (40e+4), Marsters (80e) Transformation(s) : 1 Ledington (23e) | Leichhardt Oval (en), Lilyfield (en) |
| 6 avril 2025 | | Rapport           |                                                                                                | Leichhardt Oval (en), Lilyfield (en) |

#### Finale
| 12 avril 2025 | Waratahs | 43 - 21 (19 - 7) | Queensland Reds                                                                                           | North Sydney Oval (en), Sydney Arbitre : Ella Goldsmith |
| 12 avril 2025 | Essai(s) : 6 Friedrichs (8e, 76e), Leaney (21e), Pohiva (37e), Miller (61e), Robinson (68e) Transformation(s) : 5 McKenzie (8e, 37e, 61e, 68e, 76e) Pénalité(s) : 1 McKenzie (54e) Carton(s) jaune(s) : 1 Kilisimasi (55e) | Rapport          | Essai(s) : 3 Karpani (27e), Morgan (48e), Taufua (en) (63e) Transformation(s) : 3 Cramer (327e, 48e, 63e) | North Sydney Oval (en), Sydney Arbitre : Ella Goldsmith |
| 12 avril 2025 | | Rapport          | | North Sydney Oval (en), Sydney Arbitre : Ella Goldsmith |

#### Finale des champions
| 17 avril 2025 | Blues | 36 - 5 (19 - 0) | Waratahs                  | North Harbour Stadium, Auckland Arbitre : Maggie Cogger-Orr |
| 17 avril 2025 | Essai(s) : 6 Sorensen-McGee (10e, 27e), Moimoi (19e), Woodman-Wickliffe (53e), Bason (56e), Tuli-Fale (71e) Transformation(s) : 3 Demant (19e, 27e), Cottrell (en) (71e) | Rapport         | Essai(s) : 1 Miller (74e) | North Harbour Stadium, Auckland Arbitre : Maggie Cogger-Orr |
| 17 avril 2025 | | Rapport         |                           | North Harbour Stadium, Auckland Arbitre : Maggie Cogger-Orr |

## Effectifs
En italique, les débutantes en Super Rugby Women's.
| Entraîneur | Andy Friend (en) |
| Avants     | Siokapesi Palu () • Lydia Kavoa • Sally Fuesaina • Tabua Tuinakauvadra • Tania Naden • Keia Mae Sagapolu • Ashley Fernandez • Katalina Amosa • Iroha Kishimoto • Martha Fua • Chioma Enyi • Easter Savelio • Jess Grant • Lily Bone • Edwina Munns-Cook • Hannah Stewart • Piper Rankmore • Ella Hopper |
| Arrières   | Faitala Moleka • Biola Dawa • Ashlea Bishop • Merania Paraone • Ana Naimasi (en) • Ella Ryan • Bonnie Brewer • Gabrielle Petersen • Harmony Ioane • Jay Huriwai • Kyah Little • Manua Moleka • Charlie Brigstocke • Demi Hayes (en) • Bienne Terita • Tia Hinds                                         |

| Entraîneur | Ifereimi Rawaqa |
| Avants     | Salanieta Nabuli • Bitila Tawake (en) • Loreini Senivutu • Keleni Marawa • Isabella Koi • Vika Matarugu • Tiana Robanakadavu • Anasimeci Korovata • Mereoni Nakesa • Asinate Serevi (en) • Merevesi Ofakimalino (en) • Karalaini Naisewa () • Nunia Daunimoala • Raijieli Daveua (en) • Alfreda Fisher • Carletta Yee |
| Arrières   | Evivi Senikarivi • Noelani Baselala • Kolora Lomani (en) • Salanieta Kinita • Luisa Tisolo (en) • Setaita Railumu • Josivini Naihamu • Alowesi Nakoci (en) • Rusila Nagasau • Vitalina Naikore (en) • Merewairita Neivoha • Ema Adivitaloga (en) • Repeka Tove • Imeri Nai                                            |

| Entraîneur | Andrew Fraser |
| Avants     | Jemma Bemrose • Dillyn Blackburn • Bree-Anna Brown • Sky-Yvette Faimalie • Zoe Hanna • Charli Jacoby • Asoiva Karpani • Carola Kreis • Tiarah Minns • Tiarna Molloy • Isabella Nasser (en) • Sarah Riordan • Deni Ross • Jiowana Sauto (en) • Zophronia Setu • Cristo Taufua (en) • Vineta Teutau • Maraea Tupai           |
| Arrières   | Charlotte Caslick • Lori Cramer • Michelle Curry • Carys Dallinger • Briana Dascombe • Sarah Dougherty • Piper Flynn • Kahli Henwood (en) • Ariana Hira • Teagan Levi (en) • Maddison Levi (en) • Faythe Manera • Layne Morgan • Renae Nona • Shalom Sauaso • Caitlin Urwin • Melanie Wilks • Ivania Wong • Natalie Wright |

| Entraîneur | Michael Ruthven |
| Avants     | Bridie O'Gorman • Emily Robinson • Faliki Pohiva • Georgia Chapple • Seneti Kilisimasi • Suisuiosalafai Volkman • Adiana Talakai • Brittany Merlo • Millie Parker • Annabelle Codey • Atasi Lafai • Jayjay Taylor • Kaitlan Leaney • Tahlia Morgan • Emily Chancellor • Leilani Nathan • Piper Duck () • Ruby Anderson |
| Arrières   | Martha Harvey • Tatum Bird • Tiarne Cavanagh • Arabella McKenzie • Waiaria Ellis (en) • Georgina Friedrichs • Katrina Barker • Jade Sheridan • Nicole Nathan • Amelia Whitaker • Caitlyn Halse • Desiree Miller • Jacinta Windsor • Maya Stewart • Sariah Paki (en)                                                    |

| Entraîneur | Dylan Parsons |
| Avants     | Nami Dickson • Rosie Ebbage • Zoe Elliott • Tamika Jones (en) • Michaela Leonard • Loretta Mailangi • Hera-Barb Malcolm Heke • Ashley Marsters • Sera Naiqama • Alapeta Ngauamo • Hannah Palelei • Allana Sikimeti • Anneka Stephens (en) • Megumi Takagi • Pia Tapsell (en) • Libya Teepa • Braxton Walker |
| Arrières   | Adi Vani Buleki (en) • Georgia Cormick (en) • Halley Derera • Grace Freeman • Haylee Hifo • Sheree Hume • Nicole Ledington • Ngamihi Monk • Trilleen Pomare () • Cecilia Smith • Brooklyn Teki-Joyce • Samantha Treherne (en) • Taylor Waterson • Samantha Wood • Mio Yamanaka (en)                         |